# Robert Proelss
Karl Robert Proelss, även Prölss, född den 18 januari 1821 i Dresden, död där den 26 april 1906, var en tysk skriftställare. Han var far till Johannes Proelss.
Proelss författade åtskilliga väl byggda sorgespel och lustspel samt utmärkte sig som grundlig kännare av dramat, bland annat genom Erläuterungen zu Shakespeares Dramen (1874–1889), Katechismus der Dramaturgie (1877; 2:a upplagan 1899), Beiträge zur Geschichte des Hoftheaters zu Dresden (1879) och det stora arbetet Geschichte des neueren Dramas (6 delar, 1880–1886). Han skrev vidare Katechismus der Ästhetik (1878, 3:e upplagan 1904), det filosofiska försöket Vom Ursprung der menschlichen Erkenntniss (1879), monografin Heinrich Heine (1886) med mera.